# Сен-Манв'є-Бокаж
Сен-Манв'є́-Бока́ж (фр. Saint-Manvieu-Bocage) — колишній муніципалітет у Франції, у регіоні Нормандія, департамент Кальвадос. Населення — 559 осіб (2011).
Муніципалітет був розташований на відстані близько 250 км на захід від Парижа, 60 км на південний захід від Кана.

## Історія
До 2015 року муніципалітет перебував у складі регіону Нижня Нормандія. Від 1 січня 2016 року належав до нового об'єднаного регіону Нормандія.
1 січня 2017 року Сен-Манв'є-Бокаж, Шам-дю-Бу, Курсон, Фонтенермон, Ле-Гаст, Ле-Меній-Бенуа, Ле-Меній-Коссуа, Меній-Кленшам, Сен-Севе-Кальвадо i Сет-Фрер було об'єднано в новий муніципалітет Ну-де-Сьєнн.

## Демографія
Динаміка населення (Insee ):
Розподіл населення за віком та статтю (2006):
| Стать | Всього | До 15 років | 15-24 | 25-44 | 45-64 | 65-85 | Понад 85 |
| --- | ------ | ----------- | ----- | ----- | ----- | ----- | -------- |
| Чоловіки | 247    | 56          | 20    | 56    | 63    | 52    | 0        |
| Жінки | 291    | 79          | 20    | 72    | 56    | 64    | 0        |
| \| Статево-вікова піраміда \| Статево-вікова піраміда \| Статево-вікова піраміда \| \| ----------------------- \| ----------------------- \| ----------------------- \| \| Чоловіки \| Вік \| Жінки \| \| 0 \| 85 + \| 0 \| \| 16 \| 80-84 \| 16 \| \| 12 \| 75-79 \| 12 \| \| 12 \| 70-74 \| 12 \| \| 12 \| 65-69 \| 24 \| \| 4 \| 60-64 \| 12 \| \| 8 \| 55-59 \| 8 \| \| 12 \| 50-54 \| 20 \| \| 39 \| 45-49 \| 16 \| \| 20 \| 40-44 \| 32 \| \| 16 \| 35-39 \| 16 \| \| 8 \| 30-34 \| 16 \| \| 12 \| 25-29 \| 8 \| \| 12 \| 20-24 \| 8 \| \| 8 \| 15-20 \| 12 \| \| 24 \| 10-14 \| 43 \| \| 20 \| 5-9 \| 28 \| \| 12 \| 0-4 \| 8 \| |        |             |       |       |       |       |          |
| Статево-вікова піраміда |        |             |       |       |       |       |          |
| Чоловіки | Вік    | Жінки       |       |       |       |       |          |
| 0 | 85 +   | 0           |       |       |       |       |          |
| 16 | 80-84  | 16          |       |       |       |       |          |
| 12 | 75-79  | 12          |       |       |       |       |          |
| 12 | 70-74  | 12          |       |       |       |       |          |
| 12 | 65-69  | 24          |       |       |       |       |          |
| 4 | 60-64  | 12          |       |       |       |       |          |
| 8 | 55-59  | 8           |       |       |       |       |          |
| 12 | 50-54  | 20          |       |       |       |       |          |
| 39 | 45-49  | 16          |       |       |       |       |          |
| 20 | 40-44  | 32          |       |       |       |       |          |
| 16 | 35-39  | 16          |       |       |       |       |          |
| 8 | 30-34  | 16          |       |       |       |       |          |
| 12 | 25-29  | 8           |       |       |       |       |          |
| 12 | 20-24  | 8           |       |       |       |       |          |
| 8 | 15-20  | 12          |       |       |       |       |          |
| 24 | 10-14  | 43          |       |       |       |       |          |
| 20 | 5-9    | 28          |       |       |       |       |          |
| 12 | 0-4    | 8           |       |       |       |       |          |

## Економіка
2010 року серед 349 осіб працездатного віку (15—64 років) 273 були активними, 76 — неактивними (показник активності 78,2%, у 1999 році було 71,8%). З 273 активних мешканців працювала 251 особа (137 чоловіків та 114 жінок), безробітними було 22 (11 чоловіків та 11 жінок). Серед 76 неактивних 30 осіб було учнями чи студентами, 32 — пенсіонерами, 14 були неактивними з інших причин.

У 2010 році в муніципалітеті числилось 208 оподаткованих домогосподарств, у яких проживали 551,5 особи, медіана доходів виносила 16 493 євро на одного особоспоживача